# ミラノ市電1500形電車
ミラノ市電1500形電車（ミラノしでん1500がたでんしゃ）は、イタリアの都市・ミラノの路面電車（ミラノ市電）の車両。1920年代後半に大量生産が実施された大型電車で、「1928形」「カレッリ（Carrelli）」「ヴェントット（Ventotto）」とも呼ばれており、2024年現在も多数の車両が現役で使用されている。

## 概要
1920年代、ミラノ市内を走る路面電車（ミラノ市電）では路線網の近代化や拡張が進められていた一方で、馬車鉄道から路面電車に転換した当初から用いられていた旧型2軸車に代わる、輸送力が高い大型車両が求められるようになった。その状況を受け、当時のミラノ市電の運営事業者はミラノに工場を有していたカルミナティ&トセッリ社（Carminati & Toselli）と契約を結び、1927年から1928年にかけて2両の試作車（1501、1502）を導入した。そして、その運用実績を受けて量産が開始されたのが1500形電車である。
アメリカ合衆国で開発された大型路面電車車両のピーター・ウィット・カーを基に設計が行われた半鋼製の片運転台式ボギー車で、大型のガラス窓が配置されている。また、狭い通りに敷かれた路線を走行する事も考慮し、車体の前後は幅が狭まっている。右側通行に対応しているため乗降扉は車体の右側に設置されており、製造当初は前方と中央にのみ存在したが、乗客の降車を容易にするため1931年に後部にも追加されている。また、座席配置についても同時期にクロスシートからロングシートへと変更されている。

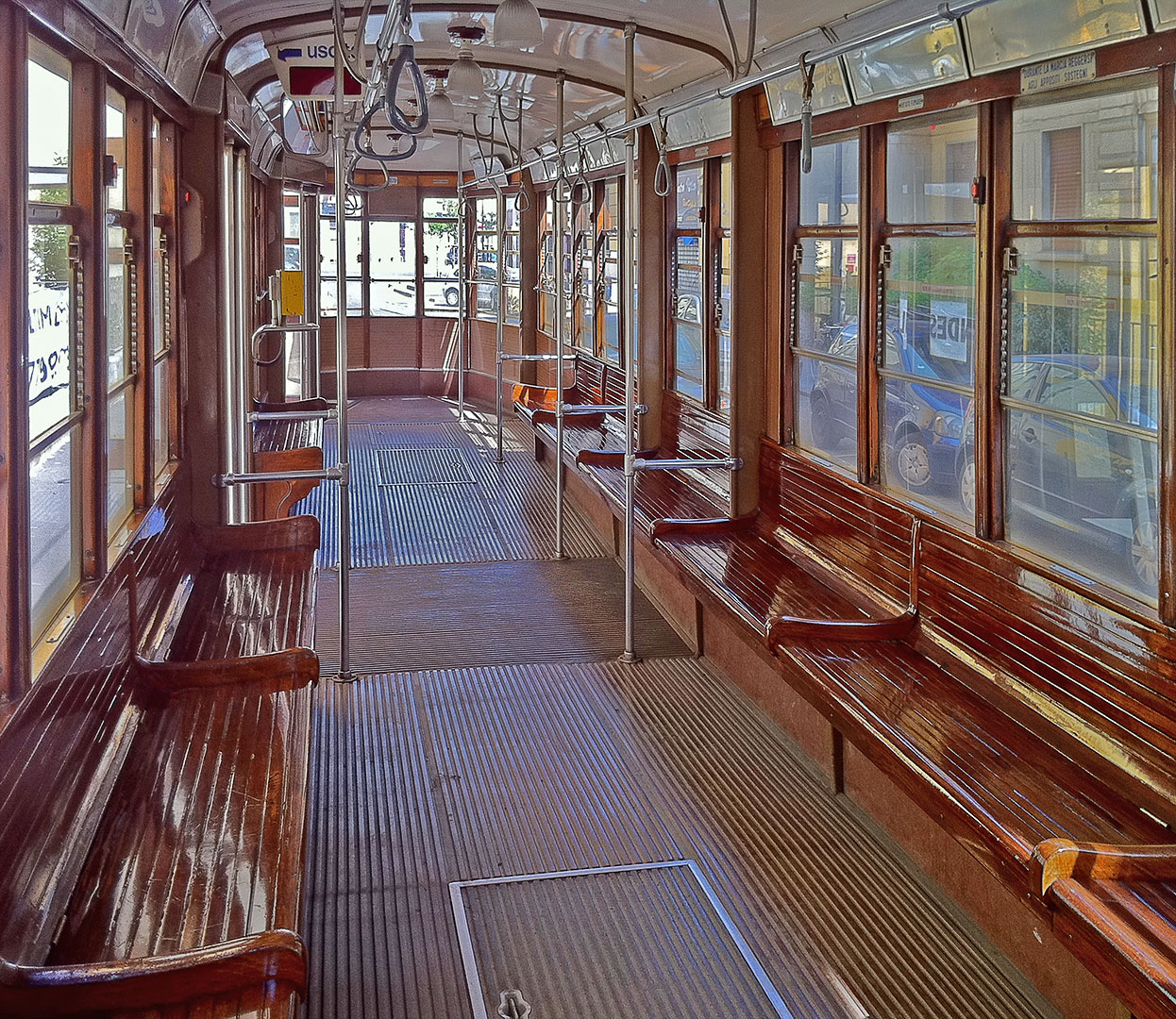
車内
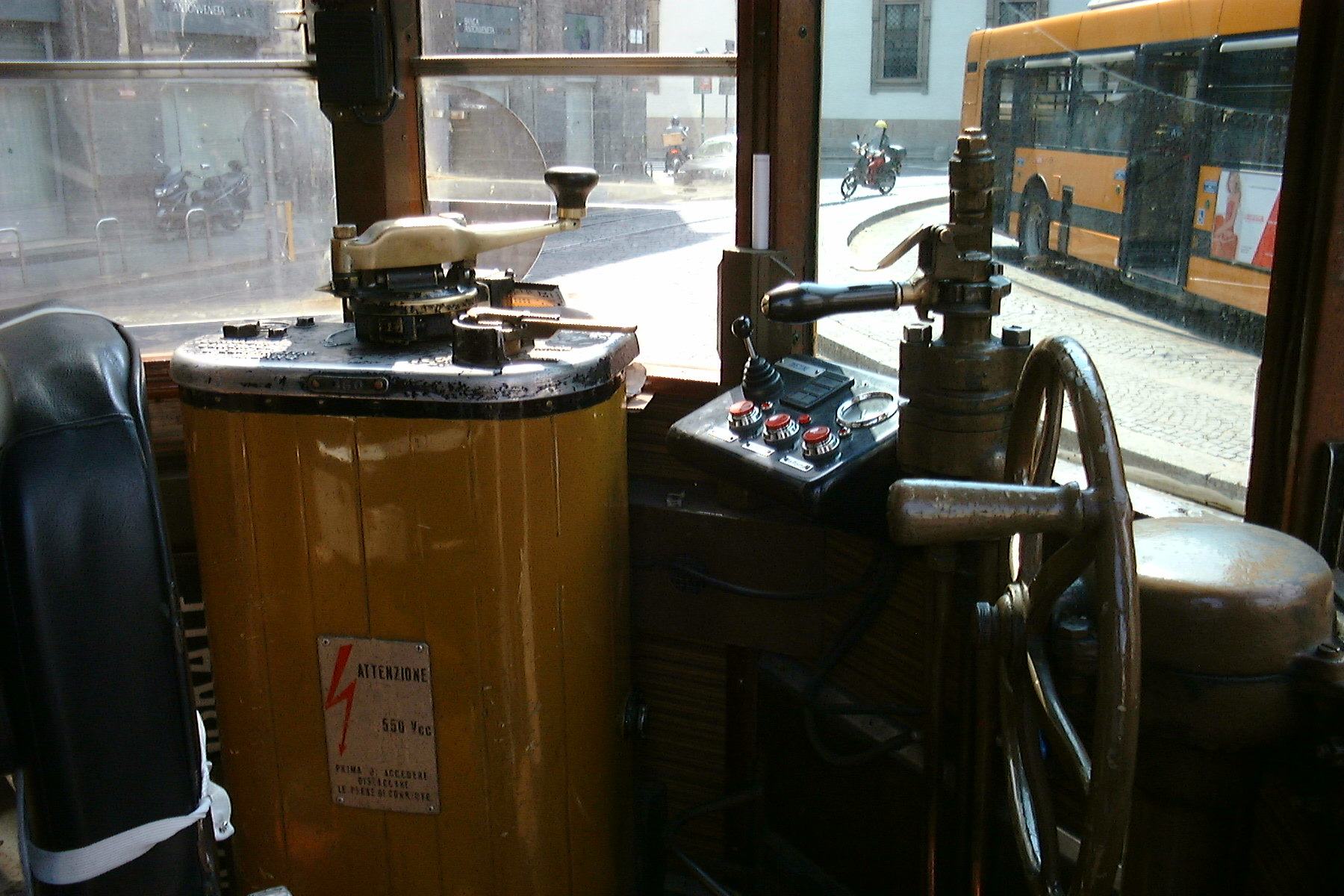
運転台
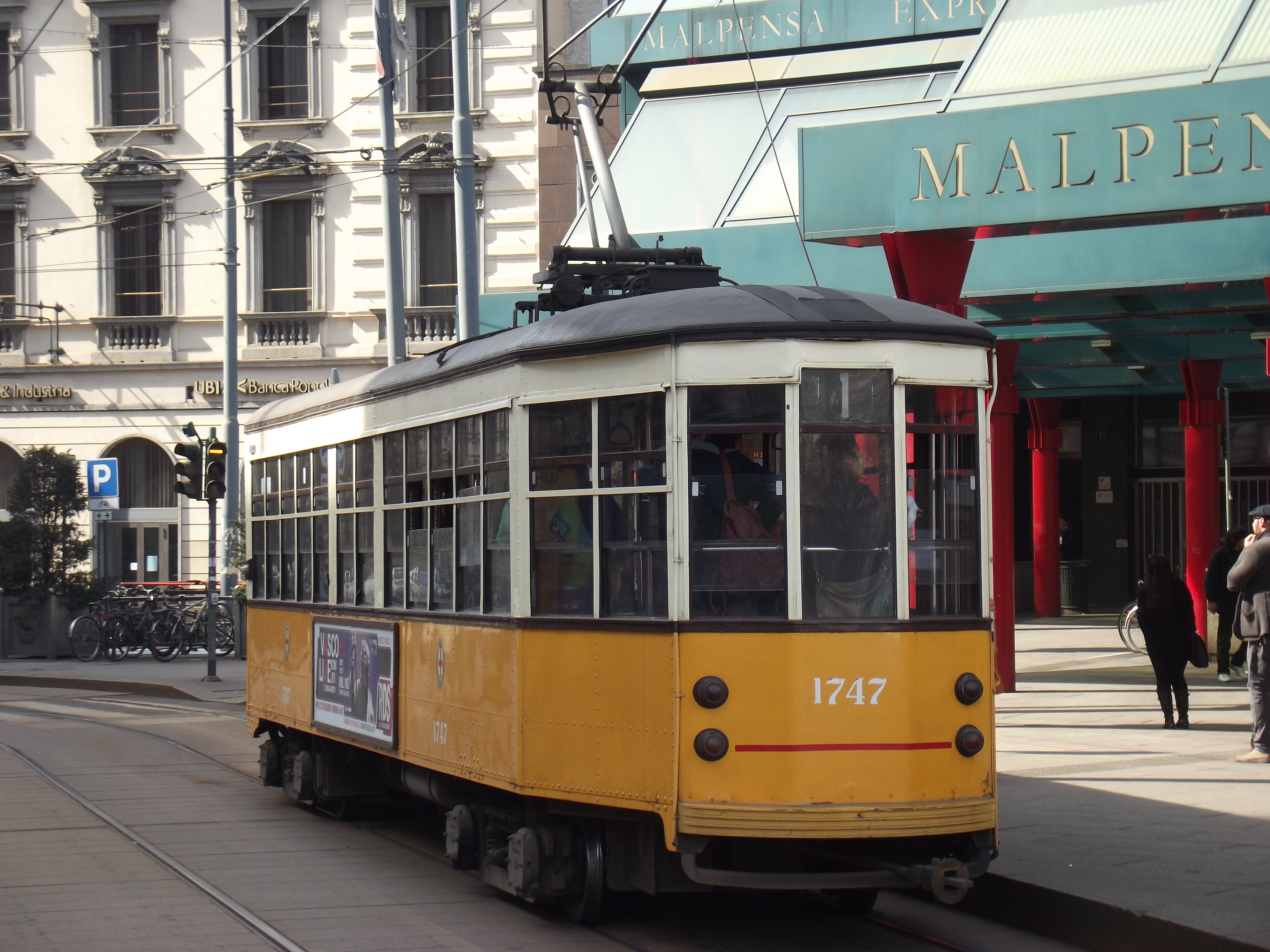
後方には運転台が無い（2014年撮影）

後述の通り試作車も含めて502両もの大量生産が実施された1500形は、以下の企業による製造が行われた。
- 1501 - 1612：カルミナティ&トセッリ（イタリア語版）（Carminati & Toselli）
- 1613 - 1722：ブレーダ（Breda）
- 1723 - 1772：レッジョ・エミリア機械工場（Officine Meccaniche di Reggio Emilia）
- 1773 - 1882：オフィチーネ メッカニチェ（Officine Meccaniche）
- 1883 - 1992：タッレロ電気鉄道工場（イタリア語版）（Officine Elettro-Ferroviarie Tallero）
- 1993 - 2002：ロディジャン機械工場（イタリア語版）（Officine Meccaniche Lodigiane）

## 運用
前述の通り試作車が2両製造された後、1928年から1930年にかけて500両（1503 - 2002）の大量生産が行われ、旧型の2軸車を置き換えた。1943年8月の空襲によりミラノ市電は大きな被害を受け、1500形もほとんどの車両が損傷を受けたが、第二次世界大戦後は甚大な被害を受けた1両（1624）を除いて復旧作業が実施された。その過程で一部車両は一時的に付随車として復旧し、1949年に再度電装されるまで2軸車に牽引されて使用された。その後、1970年代には後述する塗装変更に加えて集電装置の交換が実施され、シングルアーム式パンタグラフとなった。

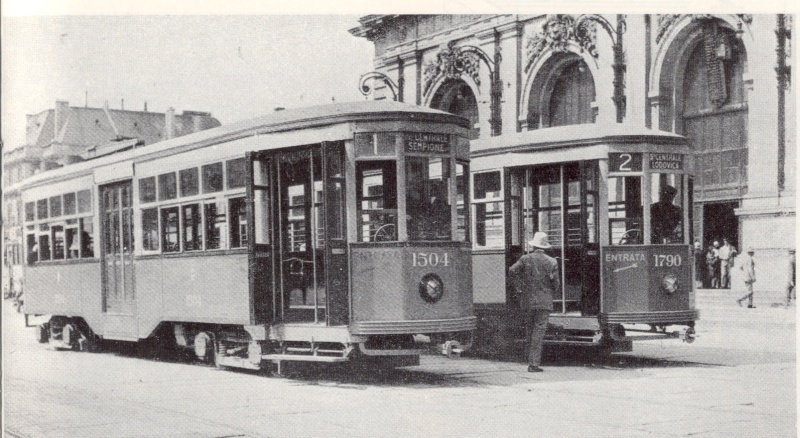
運行開始当初の1500形（1929年撮影）
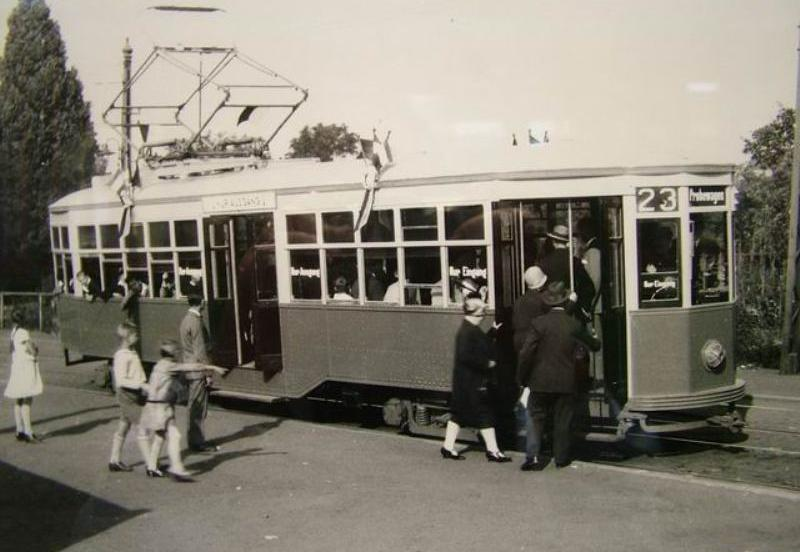
製造初期にはドイツのフランクフルト・アム・マインに貸し出された事もあった（1929年撮影）
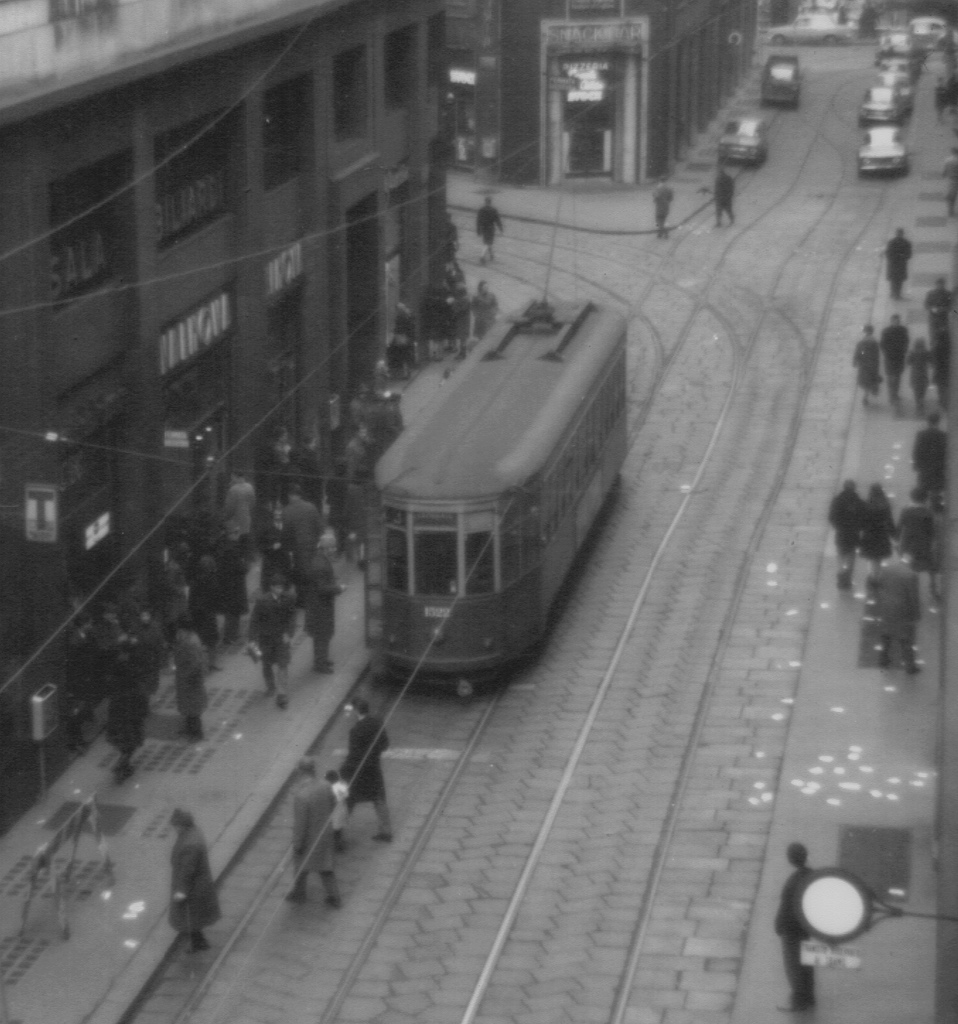
1960年代の1500形（1969年撮影）

路線網の縮小による解体や保存施設への保存、後述する海外への譲渡などにより両数は減少したものの、試作車の製造から95年以上が経過している2024年1月時点においても1500形は125両が5つの系統（1・5・10・19・33号線）での営業運転用に、10両がレストラン電車「アトモスフェラ（ATMosfera）」を始めとした特別運転用に在籍しており、ミラノを代表する路面電車車両として親しまれている。

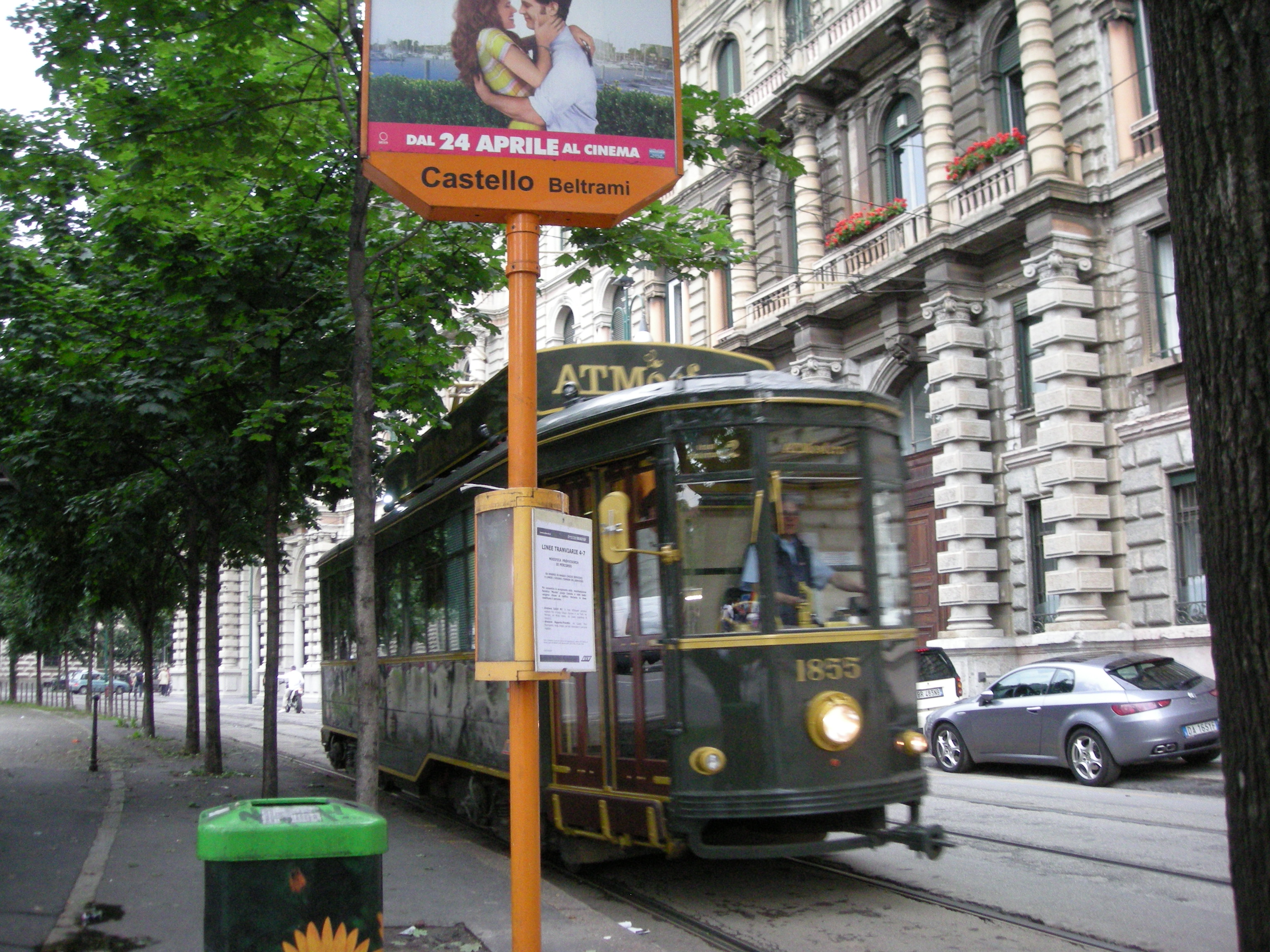
レストラン電車「アトモスフェラ」（2008年撮影）

塗装については製造当初下半分が黄色、上半分が白色で、その後1930年代初頭に下半分が濃い緑色、上半分が薄い緑色に変更された。そして1970年代以降、政府の施策により橙色への塗り替えが実施されたが、2007年以降は製造当初のデザインを基にした黄色と白色の塗装への変更が行われている。また、これらとは別に様々な全面広告塗装となった車両も存在する。

各種塗装
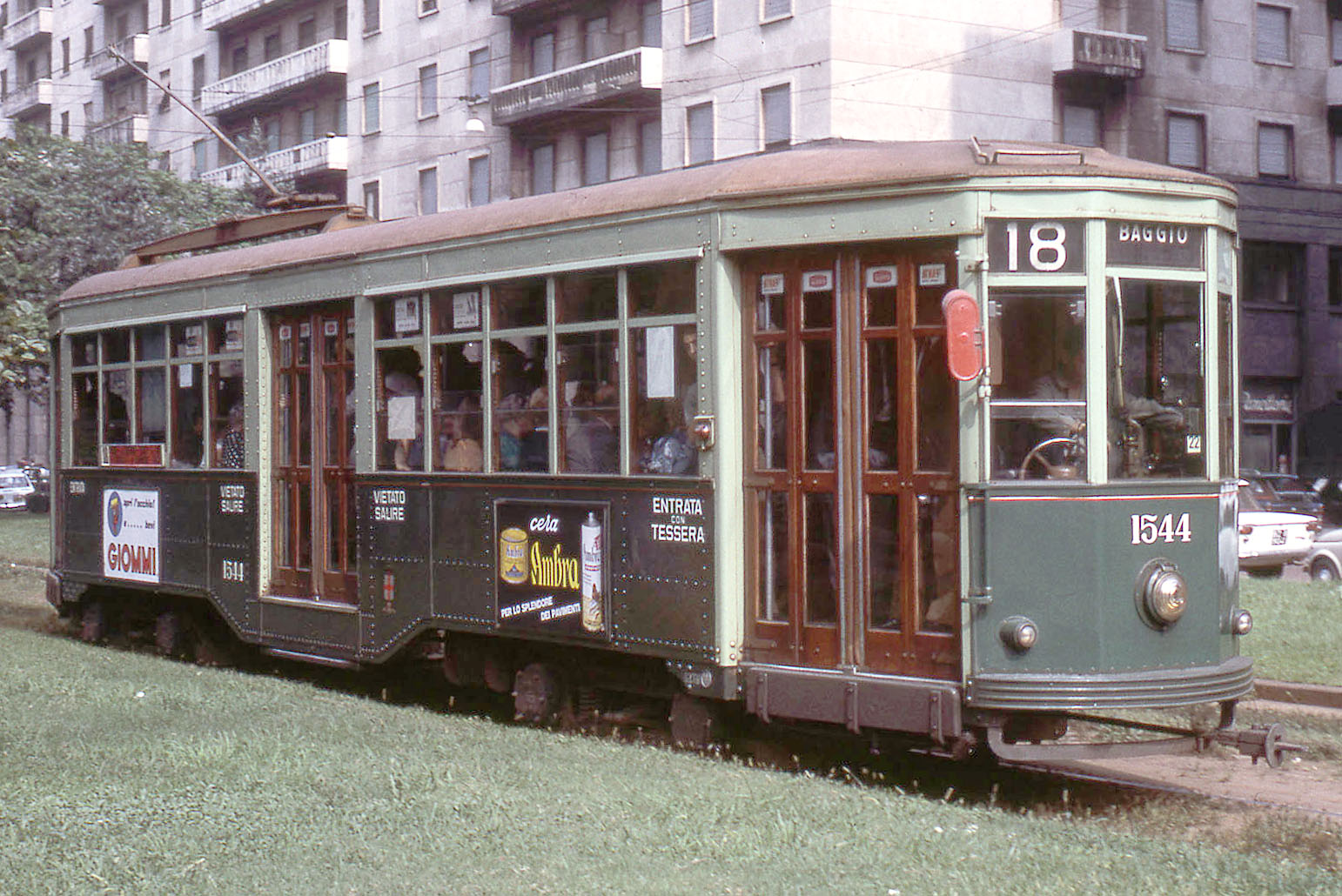
濃淡の緑色で塗られた1930年代以降の塗装（1967年撮影）
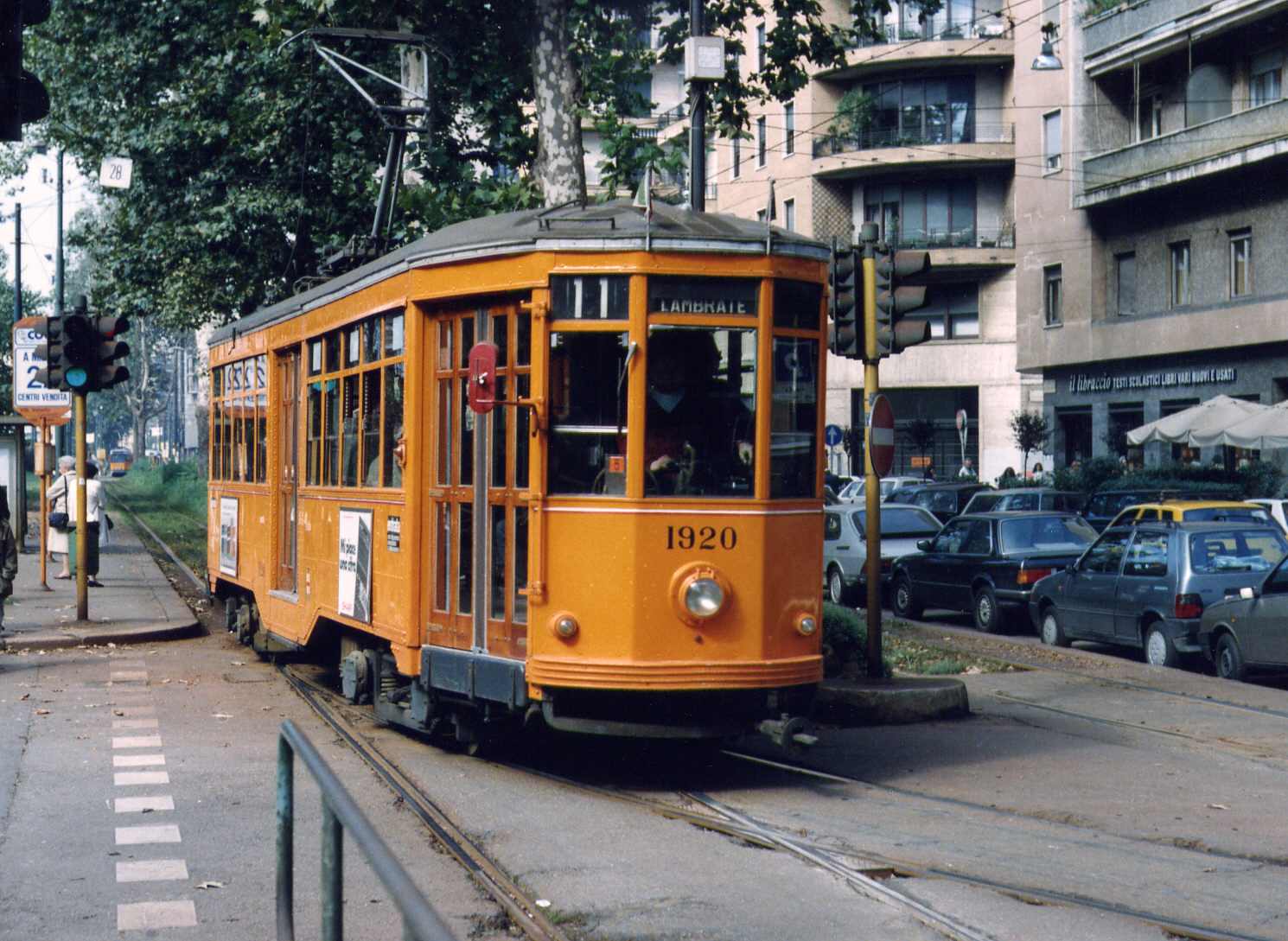
1970年代以降の橙色塗装（1993年撮影）
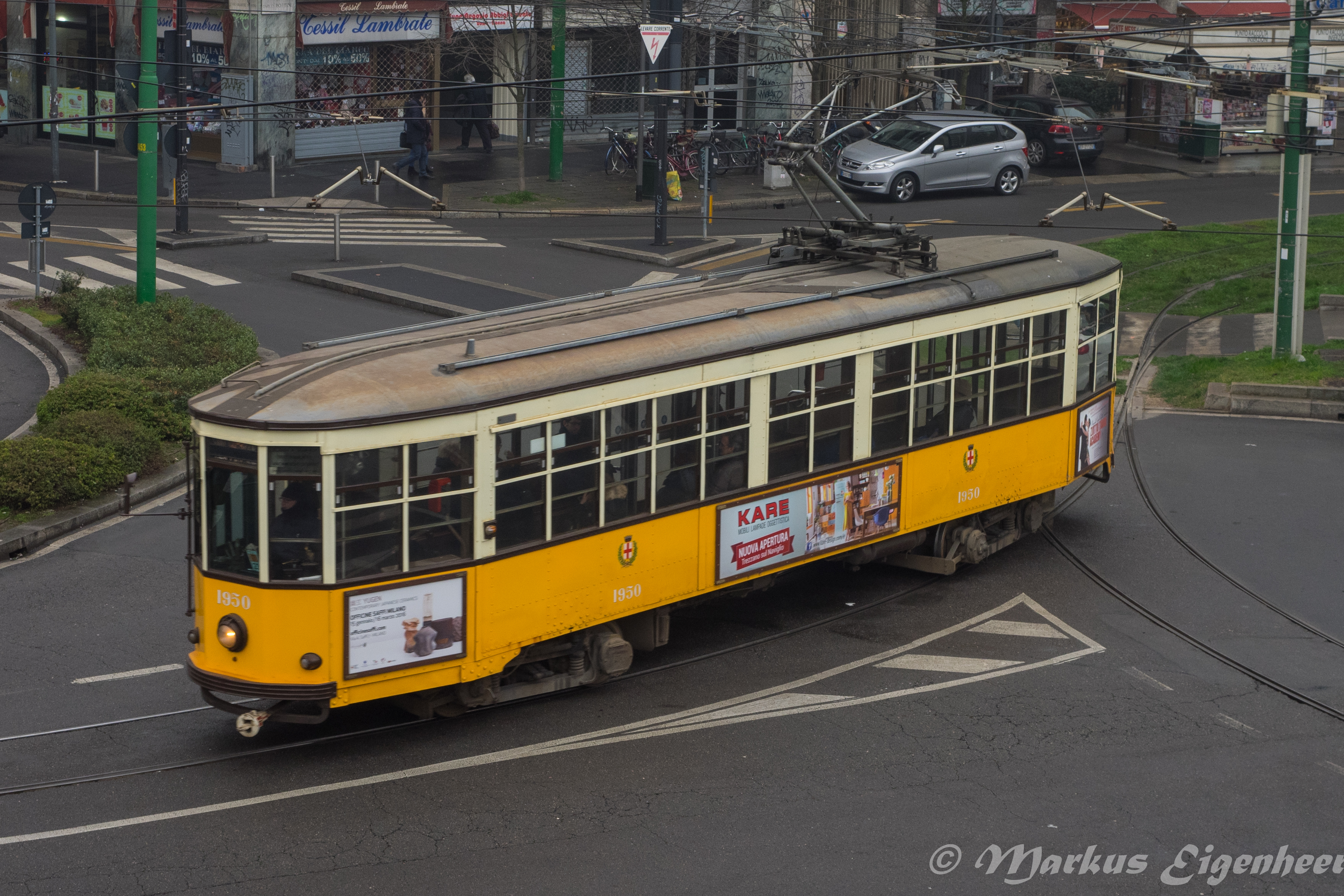
2000年代は製造初期の黄色と白色の塗装への変更が進められている（2016年撮影）

全面広告塗装
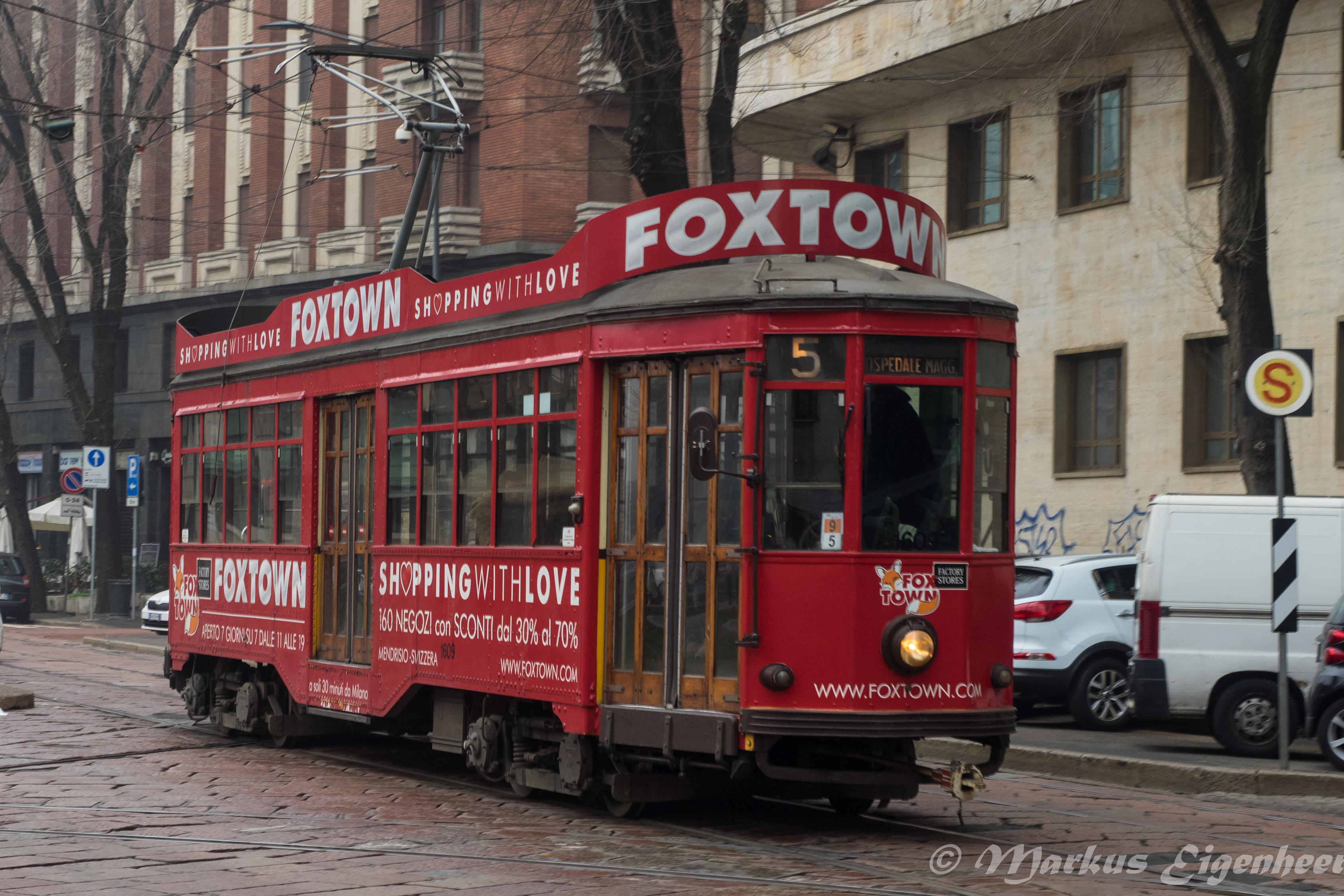
2016年撮影
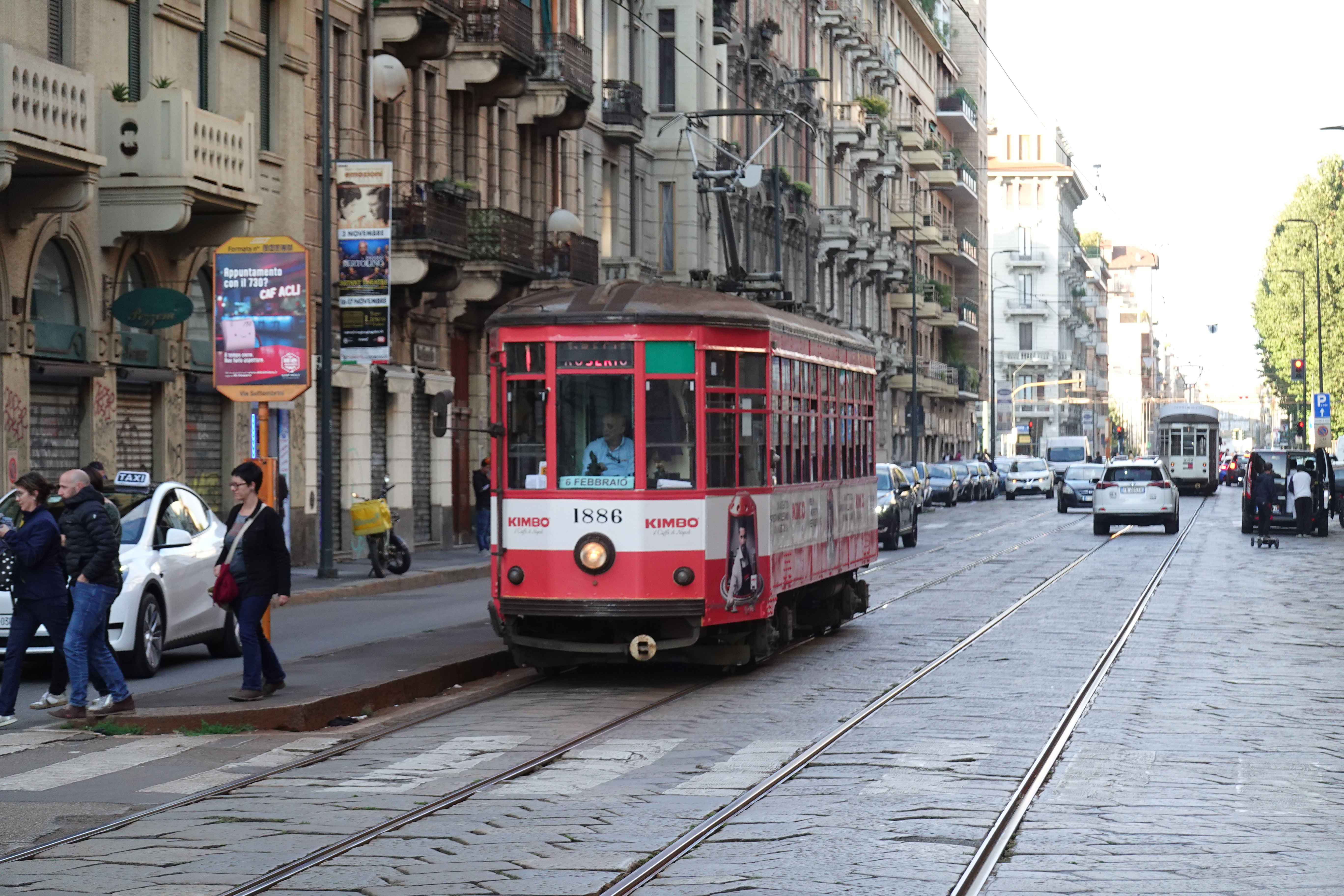
2024年撮影
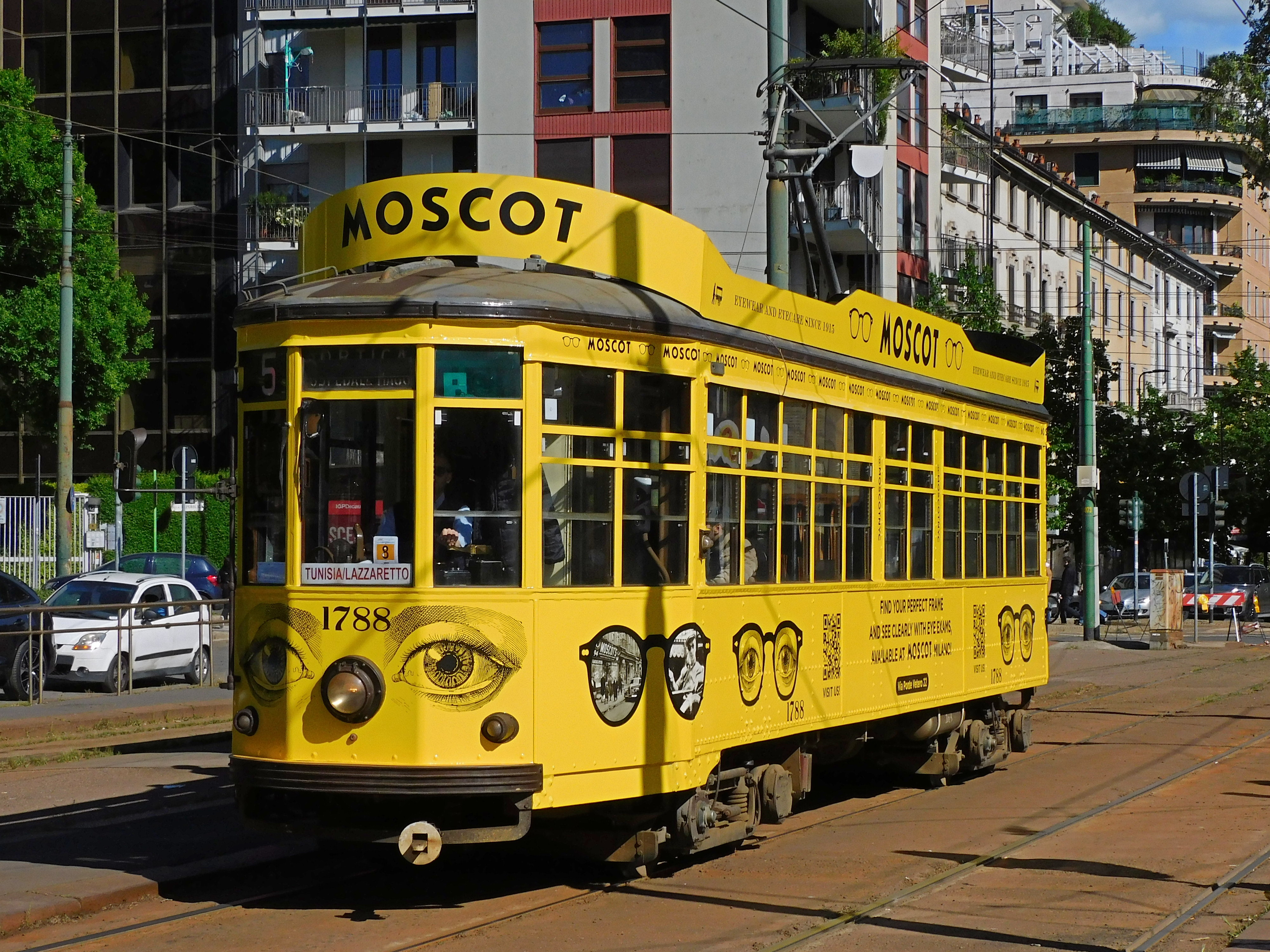
2024年撮影
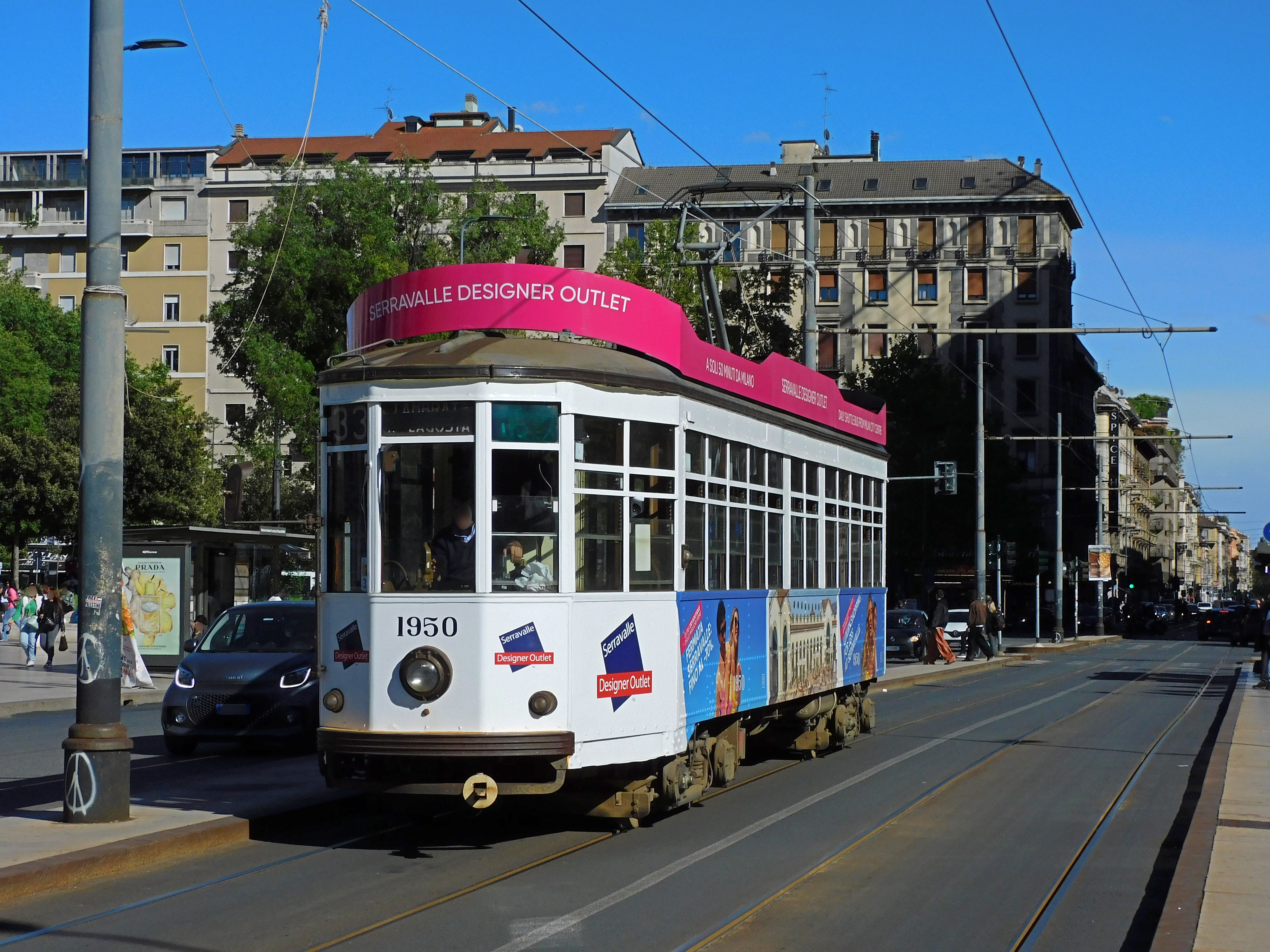
2024年撮影

## 海外への譲渡
ミラノ市電で廃車となった1500形のうち、一部車両はオーストラリア、アメリカ合衆国といったイタリア国外への譲渡が実施されている。その中でも、サンフランシスコの路面電車（サンフランシスコ市営鉄道）には合計11両が譲渡されており、2024年現在も一部車両がFラインで使用されている。また、これらの車両のうち一部についてはサンフランシスコ市営鉄道が所有する車両との重複を避けるため、車両番号の変更が実施されている。
また、日本にも高知県の路面電車（土佐電気鉄道、現：とさでん交通）へ向けて1両が譲渡されたが、営業運転に使用される事は無かった。

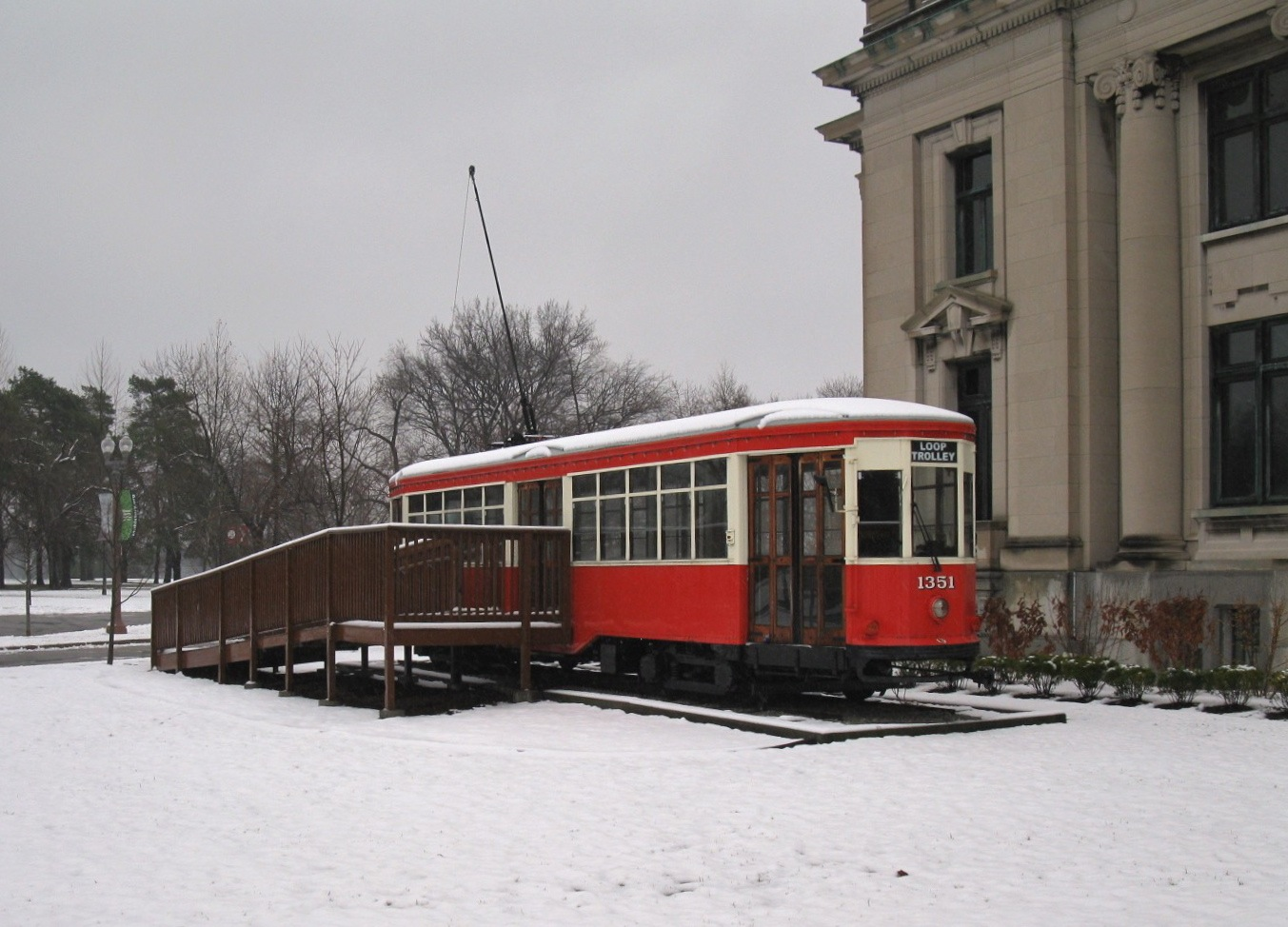
アメリカ合衆国のセントルイスに保存されている車両（2011年撮影）
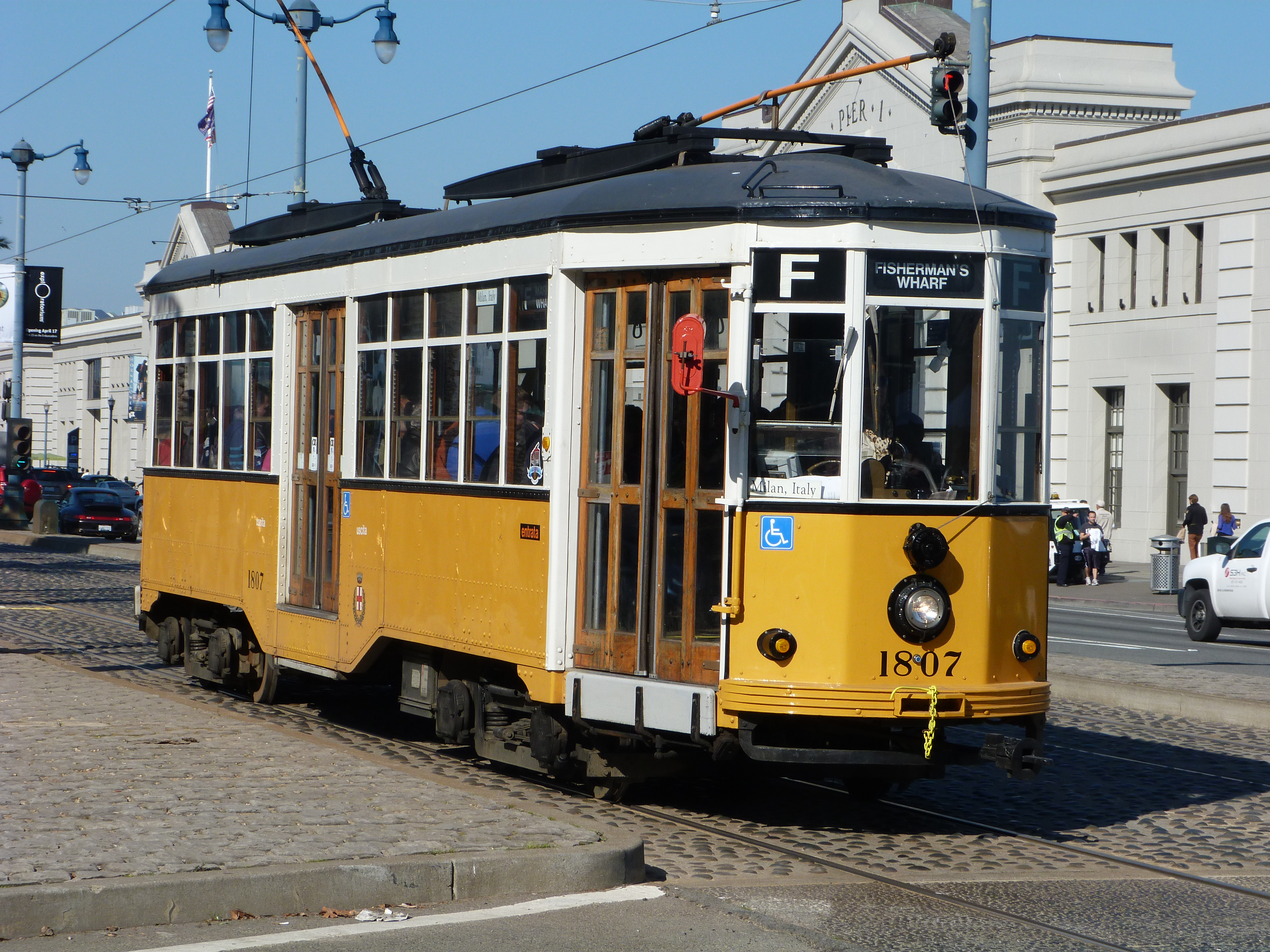
サンフランシスコで使用されている車両（2013年撮影）
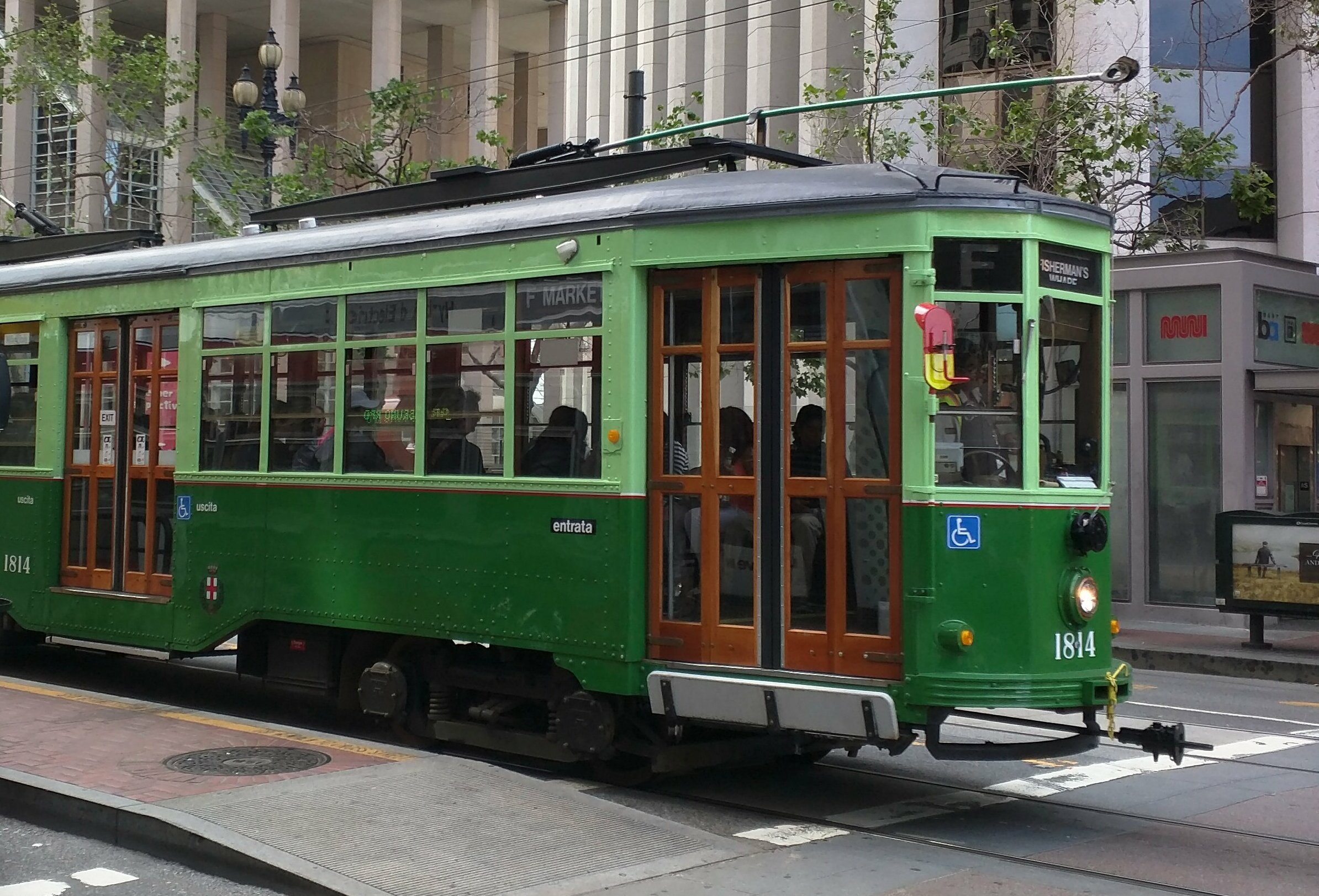
サンフランシスコで使用されている車両（2016年撮影）
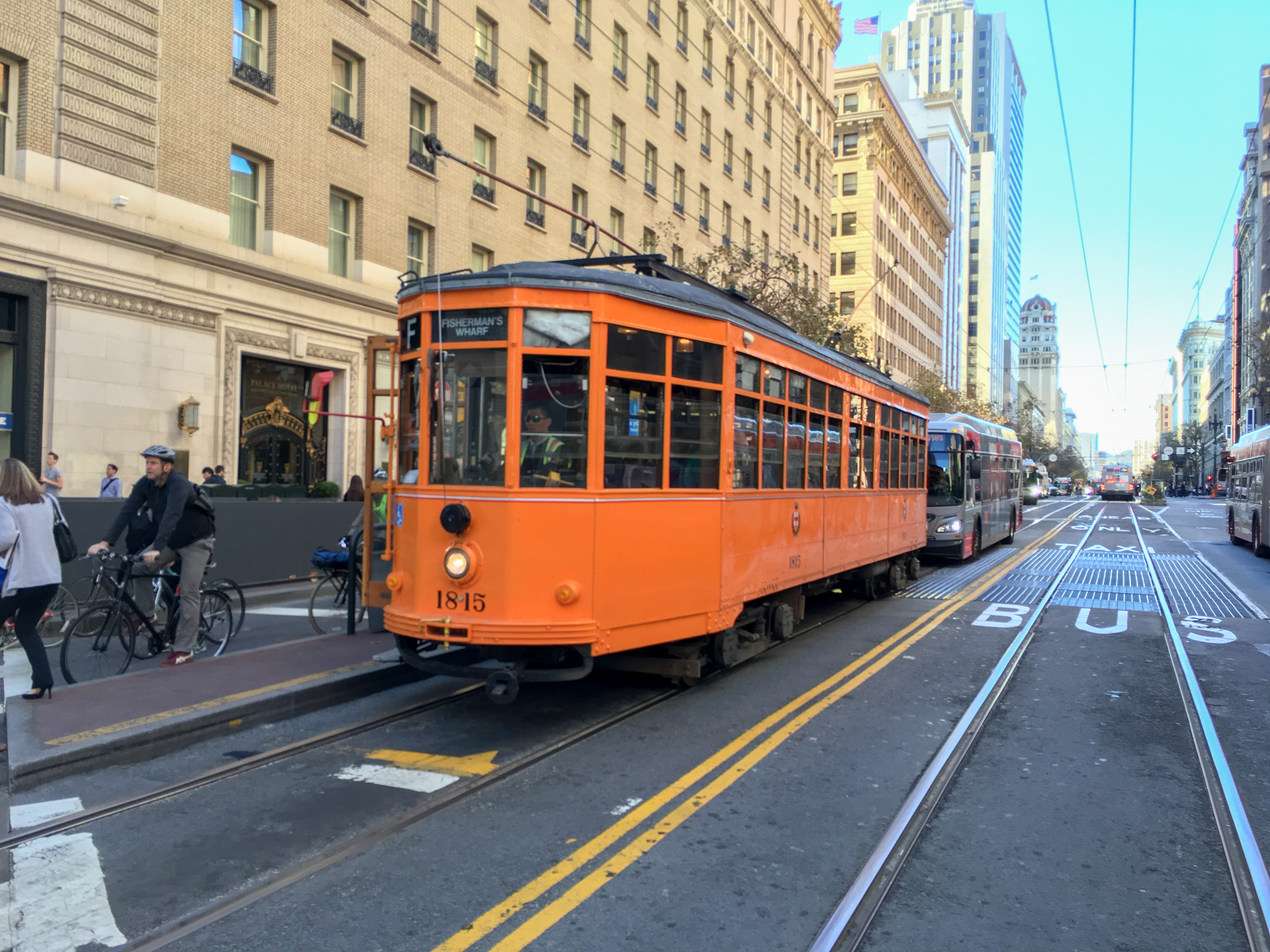
サンフランシスコで使用されている車両（2016年撮影）